# Гранд-Рівер (Айова)
Гранд-Рівер (англ. Grand River) — місто (англ. city) в США, в окрузі Декатур штату Айова. Населення — 196 осіб (2020).

## Географія
Гранд-Рівер розташований за координатами 40°49′8″ пн. ш. 93°57′48″ зх. д. / 40.81889° пн. ш. 93.96333° зх. д. (40.818941, -93.963387).  За даними Бюро перепису населення США в 2010 році місто мало площу 0,54 км², уся площа — суходіл.

## Демографія
Згідно з переписом 2010 року, у місті мешкало 236 осіб у 99 домогосподарствах у складі 58 родин. Густота населення становила 438 осіб/км².  Було 128 помешкань (238/км²).
Расовий склад населення:
| - 96,6 % — білих - 0,4 % — корінних американців - 1,3 % — осіб інших рас |

До двох чи більше рас належало 1,7 %. Частка іспаномовних становила 3,4 % від усіх жителів.
За віковим діапазоном населення розподілялося таким чином: 25,8 % — особи молодші 18 років, 50,9 % — особи у віці 18—64 років, 23,3 % — особи у віці 65 років та старші. Медіана віку мешканця становила 38,0 року. На 100 осіб жіночої статі у місті припадало 93,4 чоловіків;  на 100 жінок у віці від 18 років та старших — 92,3 чоловіків також старших 18 років.
Середній дохід на одне домашнє господарство  становив 38 312 долари США (медіана — 24 844), а середній дохід на одну сім'ю — 49 746 доларів (медіана — 31 607). За межею бідності перебувало 25,1 % осіб, у тому числі 28,6 % дітей у віці до 18 років та 20,0 % осіб у віці 65 років та старших.
Цивільне працевлаштоване населення становило 83 особи. Основні галузі зайнятості: освіта, охорона здоров'я та соціальна допомога — 19,3 %, мистецтво, розваги та відпочинок — 18,1 %, сільське господарство, лісництво, риболовля — 15,7 %, транспорт — 14,5 %.